# سنگ‌نگاره اهورامزدا و اردشیر بابکان
سنگ‌نگاره اهورامزدا و اردشیربابکان یکی از نقوش بازمانده از دورهٔ ساسانی است که در گوشهٔ شرقی محوطهٔ نقش رجب، بر سینهٔ صخره‌ای تراشیده شده که ۲ متر از سطح زمین، فاصله دارد و دارای ۶٫۶۵ متر پهنا و ۲٫۴۰ متر بلندا است.
در این نقش، اردشیر بابکان در سوی چپ مجلس، سوار بر اسبی، کنده‌کاری شده و روبه‌روی او، اهورامزدا که او نیز سوار است و از نیم‌رخ نقش شده، قرار دارد. پشت سر اردشیر، احتمالاً کرتیر یا ابرسام ایستاده‌است. زیرپای اسب اردشیر پیکر بی‌جان اردوان پنجم و زیر پای اسب اوهرمزد پیکر بلاش حاکم کرمان نقش شده‌است.
اهورامزدا دست راستش را به سوی اردشیر دراز کرده و حلقه‌ای (دیهیم شهریاری) را به او اهدا می‌کند و در دست چپش شاخه‌های برسم را نگه داشته‌است.
بر روی سینهٔ اسب اردشیر، سنگ‌نوشته‌ای به سه زبان پارسی میانه، زبان پارتی، و زبان یونانی میانه وجود دارد که ترجمهٔ آن، چنین است:
«این است پیکر مزداپرست، خداوندگار اردشیر، شاهان‌شاهِ «ایران»، که چهر (=نژاد) از ایزدان دارد، پورِ (=پسر) خداوندگار پاپک، شاه.»

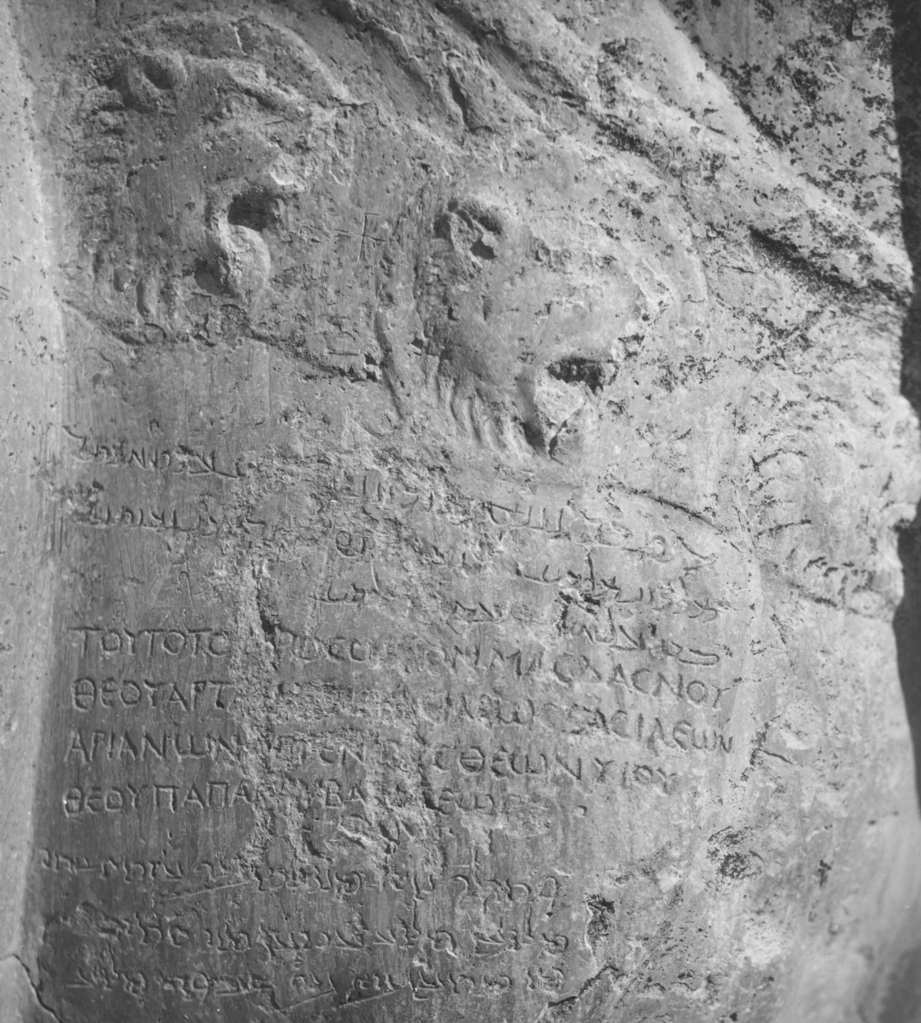
سنگ‌نوشته اردشیر بابکان

بر روی اسب اهورامزدا هم متنی سه زبانه کنده شده که ترجمه‌اش در زبان یونانی، «این است پیکر یزدان زئوس» و در متون پهلوی «این است پیکر خداوند اهورامزدا» می‌باشد.

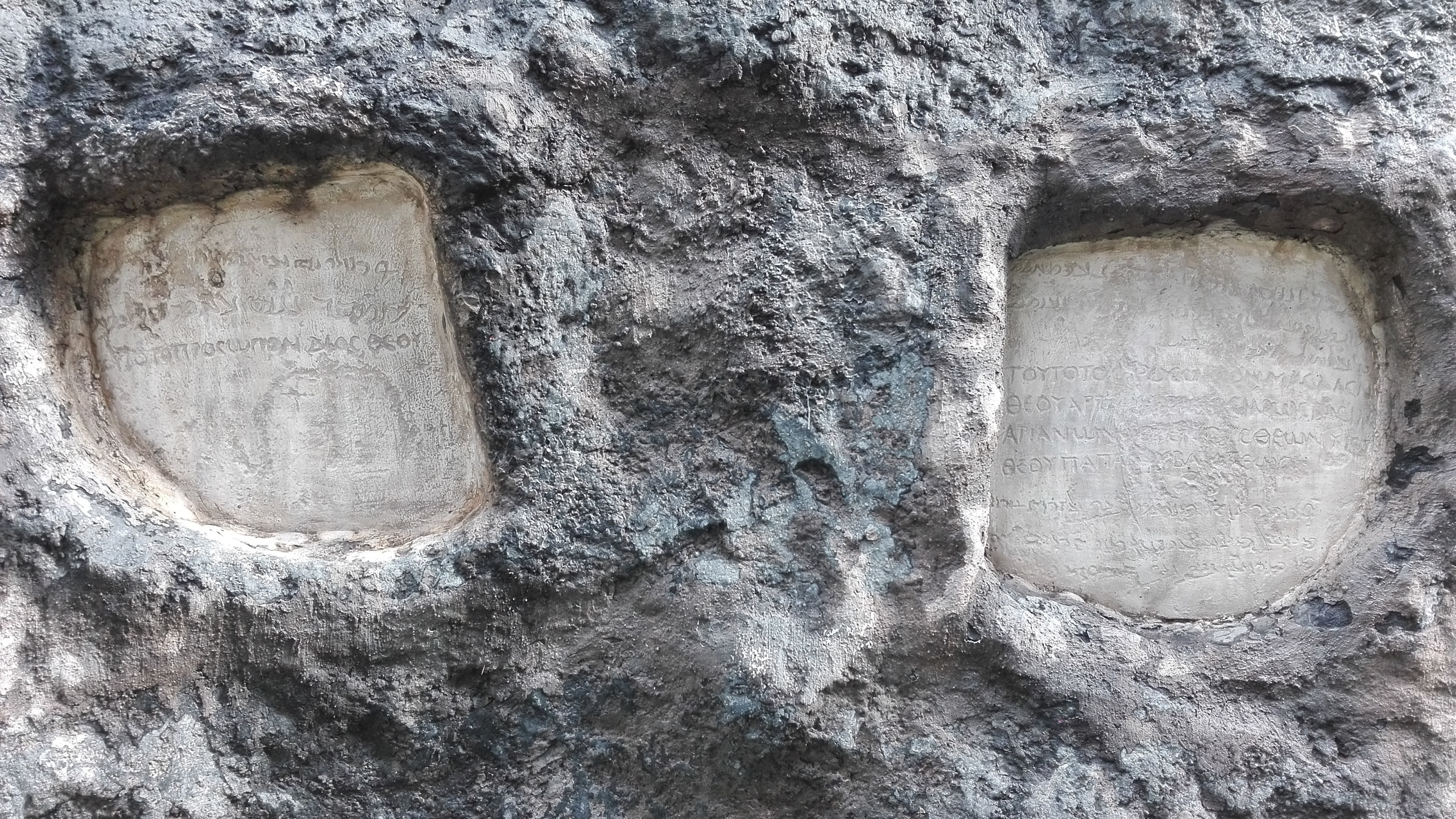
کپی سنگ‌نوشته